# Медики Чикаго (6-й сезон)
Шестой сезон американского телесериала «Медики Чикаго» премьера которого состоялась на канале NBC 11 ноября 2020 года, а заключительная серия сезона вышла 26 мая 2021 года. Данный сезон состоит из шестнадцати серий.

## Сюжет
Сериал рассказывает о команде врачей, работающих в чикагской больнице. Каждый день им приходится работать в полном хаосе и разбираться с уникальными случаями.

## В ролях

### Основной состав
- Ник Гелфусс - доктор Уилл Холстед
- Яя Дакоста - медсестра Эйприл Секстон
- Торри Девито - доктор Натали Мэннинг
- Брайан Ти - доктор Итан Чой
- Марлайн Баррет - старшая медсестра Мэгги Локвуд
- С.Эпата Меркерсон - Шарон Гудвин, глава больницы
- Оливер Платт - доктор Дэниэл Чарльз, глава отделения психиатрии
- Доминик Рэйнс - доктор Крокет Марсель

### Второстепенный состав
- Темина Санни - доктор Сабина Вирани [1]
- Стивен Уэбер - Доктор Дин Арчер
- Роланд Бак - Доктор Ноа Секстон, ординатор
- Маргарет Колин - Кэрол Конте [2]

## Эпизоды
| № общий | № в сезоне | Название                                                                                | Режиссёр           | Автор сценария                     | Дата премьеры   | Зрители в США (млн) |
| --- | ---------- | --------------------------------------------------------------------------------------- | ------------------ | ---------------------------------- | --------------- | ------------------- |
| 104 | 1          | «Когда мы начали меняться» «When Did We Begin to Change»                                | Майкл Прессман     | Эндрю Шнайдер & Дайан Фролов       | 11 ноября 2020  | 7.83                |
| Персонал приспосабливается к новой норме пандемии. Доктор Чой, доктор Ланик и Эйприл сражаются на передовой, а доктор Холстед и Ханна сталкиваются с тревожной реальностью. Доктор Чарльз пытается прояснить ситуацию с дочерью после последних событий. |            |                                                                                         |                    |                                    |                 |                     |
| 105 | 2          | «Эти вещи спрятаны на самом видном месте» «Those Things Hidden in Plain Sight»          | Джон Полсон        | Стивен Хутштейн & Дэниел Синклер   | 18 ноября 2020  | 7.87                |
| Гудвин объявляет нового начальника пока ее нет, и выбор не сделает всех счастливыми. Доктор Мэннинг занимает позицию за своего пациента и имеем дело с последствиями. Доктор Чарльз занимается семейными делами. |            |                                                                                         |                    |                                    |                 |                     |
| 106 | 3          | «Ты знаешь дорогу домой?» «Do You Know the Way Home?»                                   | Майкелти Уильямсон | Джефф Дрейер & Гэбриел Л. Файнберг | 13 января 2021  | 7.62                |
| Доктор Чарльз и Эйприл объединяются, чтобы взять на себя таинственного пациента в больнице. Доктор Холстед вынужден принять решение о жизни или смерти одного из своих испытуемых пациентов. Доктор Марсель сталкивается со своим прошлым, когда в больницу поступает его бывшая. |            |                                                                                         |                    |                                    |                 |                     |
| 107 | 4          | «В поисках прощения, а не разрешения» «In Search of Forgiveness, Not Permission»        | Милена Гович       | Эли Талберт & Пол Пури             | 27 января 2021  | 7.20                |
| Доктор Марсель и доктор Мэннинг сделали все возможное, чтобы помочь больной женщине. Доктору Холстеду предстоит тяжелая борьба за привлечение участников к участию в его клиническом исследовании. Доктор Чой сталкивается с пациентом, который требует от себя абсолютного совершенства. |            |                                                                                         |                    |                                    |                 |                     |
| 108 | 5          | «Когда твое сердце правит твоей головой» «When Your Heart Rules Your Head»              | Майкелти Уильямсон | Неизвестно                         | 3 февраля 2021  | 7.48                |
| Уилл достигает значительных успехов на своем новом поприще. Однако за остальных героев нельзя столь же уверенно порадоваться. Один из персонажей оказывается в столь тяжелой ситуации, что мало кто и что может быть способно помочь ему. Даже Эйприл, которая ранее не раз выручала его, может оказаться совершенно бессильна в сложившихся обстоятельствах. Тем временем дочь Дэниэла получает очень важные для неё известие. Эта информация способна значительно изменить относительно устоявшийся уклад её нынешнего существования. |            |                                                                                         |                    |                                    |                 |                     |
| 109 | 6          | «Не хочу сталкиваться с этим сейчас» «Don't Want to Face This Now»                      | Милена Гович       | Неизвестно                         | 10 февраля 2021 | 7.29                |
| 110 | 7          | «Лучше враг добра» «Better Is the Enemy of Good»                                        | Чарльз С. Кэрролл  | Неизвестно                         | 17 февраля 2021 | 7.59                |
| 111 | 8          | «Отцы и матери, дочери и сыновья» «Fathers and Mothers, Daughters and Sons»             | Неизвестно         | Неизвестно                         | 10 марта 2021   | 7.57                |
| 112 | 9          | «Из-за недостатка гвоздя» «For the Want of a Nail»                                      | Неизвестно         | Неизвестно                         | 17 марта 2021   | 7.09                |
| 113 | 10         | «Так много вещей, которые мы спрятали» «So Many Things We've Kept Buried»               | Неизвестно         | Неизвестно                         | 31 марта 2021   | 7.24                |
| 114 | 11         | «Расстаемся только для того, чтобы собраться вместе» «Letting Go Only to Come Together» | Неизвестно         | Неизвестно                         | 7 апреля 2021   | 6.88                |
| 115 | 12         | «Некоторые вещи стоят риска» «Some Things Are Worth the Risk»                           | Неизвестно         | Неизвестно                         | 21 апреля 2021  | 7.15                |
| 116 | 13         | «Какую запутанную паутину мы плетем» «What a Tangled Web We Weave»                      | Неизвестно         | Неизвестно                         | 5 мая 2021      | 7.09                |
| 117 | 14         | «Красная таблетка, Синяя таблетка» «A Red Pill, a Blue Pill»                            | Неизвестно         | Неизвестно                         | 12 мая 2021     | 7.06                |
| 118 | 15         | «Истории, секреты, полуправда и ложь» «Stories, Secrets, Half Truths and Lies»          | Неизвестно         | Неизвестно                         | 19 мая 2021     | 6.62                |
| 119 | 16         | «Я приду, чтобы спасти вас» «I Will Come to Save You»                                   | Неизвестно         | Неизвестно                         | 26 мая 2021     | 7.26                |

## Производство

### Разработка
27 февраля 2020 года стало известно о продление сериала на шестой сезон. Премьера шестого сезона состоится 11 ноября 2020 года. Количество серий в сезоне составит 15.